# Misima
Misima (nota in passato come St. Aignan) è un'isola d'origine vulcanica di Papua Nuova Guinea.

## Geografia
L'isola di Misima appartiene alle Isole Louisiade ed è situata a circa 200 km a sud-est dell'estrema punta sud-orientale di Papua Nuova Guinea. Lunga 40 km e larga circa 10 km, è principalmente montagnosa con la cima più elevata a 1.036 m del Monte Koia Tau. L'isola originariamente completamente ricoperta da foresta pluviale e da mangrovie lungo le coste, è stata inizialmente sfruttata per giacimenti d'oro scoperti nel 1890 e sfruttati fino al 2001 e  successivamente per la coltivazione di palma da cocco per la produzione di copra, principale voce d'esportazione dei locali. Il clima è tropicale monsonico.
Il centro principale è Bwagaoia situata nella parte sud-orientale dell'isola. È presente una pista d'atterraggio.